# S Ophiuchi
S Ophiuchi är en pulserande variabel av Mira Ceti-typ (M) i stjärnbilden Ormbäraren. 
Stäjärnan varierar mellan visuell magnitud +8,9 och 14,7 med en period av 233,51 dygn.